# Barbara Steinemann
Barbara Steinemann (Dielsdorf, 18 giugno 1976) è una politica svizzera dell'Unione Democratica di Centro (UDC). Dal 2015 è Consigliera nazionale per il Canton Zurigo.

## Biografia
Fa parte del comitato direttivo della sezione cantonale zurighese e di quella del distretto di Dielsdorf dell'UDC. Da maggio 2003 a novembre 2015 è stata membro del Gran Consiglio del Canton Zurigo.
Alle elezioni federali del 2015 venne eletta Consigliera nazionale per il Canton Zurigo con 131 018 preferenze, risultando la decima candidata più votata del cantone. Alle elezioni federali del 2019 venne confermata con 114 616 preferenze, la sesta candidata più votata. Anche alle elezioni federali del 2023 risultò la sesta candidata più votata, confermata nell'incarico con 123 919 voti.